# Chutes de la Mouankeu
Les chutes de la Mouankeu (ou Moakeu) sont situées juste à côté de la ville de Bafang. Elles font une hauteur d'une quarantaine de mètres.